# كينيث تشارلز براون
كينيث تشارلز براون هو دبلوماسي كندي، ولد في 13 فبراير 1925، وتوفي في 24 يونيو 2016.